# Tom Krause
Pour les articles homonymes, voir Krause.
Tom Gunnar Krause (né à Helsinki le 5 juillet 1934 et mort le 6 décembre 2013 à Hambourg)  est un chanteur lyrique baryton-basse finlandais.

## Biographie
Né à Helsinki, Tom  Krause commence par étudier la médecine, tout en jouant et chantant dans un groupe de jazz amateur. 
Son talent vocal l'incite à abandonner la médecine pour poursuivre des études musicales sérieuses à l'Académie de musique de Vienne, où il devient l'élève de Margot Skoda, Sergio Nazor, et Rudolf Bautz. 
Il fait ses débuts à l'Opéra de Berlin, dans le rôle d'Escamillo (Carmen), en 1959, et acquiert rapidement une réputation à l'opéra et au concert à travers l'Allemagne et la Scandinavie.
Il rejoint l'opéra de Hambourg, où il interprète principalement Mozart, Verdi, et Wagner mais aussi des rôles plus rares comme La pietra del paragone de Rossini et Jephtha de Haendel. Il apparaît à Munich, Amsterdam et Bruxelles, et faits ses débuts à Bayreuth, dans le rôle du héraut du roi de Lohengrin en 1962.
Ses débuts anglais ont lieu en 1963, au Festival de Glyndebourne dans le conte de Capriccio; ses débuts aux États-Unis ont lieu en 1967 au Metropolitan Opera dans le rôle du Comte Almaviva du Mariage de Figaro, rôle pour lequel il est ovationné. À partir de 1968, il apparaît régulièrement au festival de Salzbourg, principalement dans Don Giovanni et Guglielmo de Così fan tutte.
Ses débuts parisiens à l'Opéra de Paris ont lieu en 1973, il se produit la même année au Royal Opera House de Londres, et à La Scala à Milan.
Son vaste répertoire comprend des rôles principaux de baryton dans des opéras comme L'elisir d'amore, Don Pasquale, Rigoletto, La traviata, Fidelio, Tannhäuser, Tristan und Isolde, La Bohème, Andrea Chénier, Faust, et Carmen.
Il participe à la création de l'opéra de Ernst Krenek Der goldene Bock en 1964, et dans Hamlet de Humphrey Searle en 1968, deux productions données à Hambourg.
Krause était aussi très actif dans les récitals de Lieder allemands, tout comme dans les chants de Moussorgsky, Jean Sibelius et Mahler. Il laisse de nombreux enregistrements, dont une intégrale acclamée des chants de Sibelius.
Il était un membre éminent de Delta Omicron, une confrérie internationale de musiciens professionnels. Krause meurt en décembre 2013, à l'âge de 79 ans.

## Prix
- Prix Alfred Kordelin

## Sources
- (en) Cet article est partiellement ou en totalité issu de l’article de Wikipédia en anglais intitulé « Tom Krause » (voir la liste des auteurs).